# Gravitón

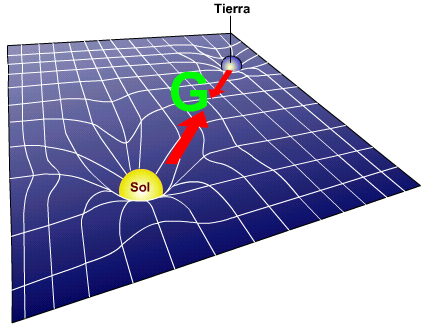
Ejemplo de la interacción de la fuerza de gravedad.

El gravitón es una partícula elemental hipotética de tipo bosónico que sería la transmisora de la interacción gravitatoria en la mayoría de los modelos de gravedad cuántica.
Esta partícula fue teorizada en 1930 por un grupo de científicos, después de varias complicaciones con la creación de una teoría del todo. Se sabía que la luz era un fotón; la carga negativa, un electrón; la masa, un bosón; pero da igual lo que intentasen, la gravedad no conectaba correctamente con las teorías. Para solucionar esto, intentaron asimilarla a una partícula. Aun así,  sus matemáticas se desmoronaban. Por esa razón se ideó la teoría de cuerdas, para poder hacer cálculos precisos.
De acuerdo con las propiedades del campo gravitatorio, el gravitón debe ser un bosón de espín par (2 en este caso), ya que está asociado a un campo clásico tensorial de segundo orden. En cuanto a la masa del gravitón las mediciones experimentales dan una cota superior del orden de mg = 1,6 × 10−69 kg, aunque podría ser exactamente cero.
Si existe, se espera que el gravitón sea sin masa porque la fuerza gravitatoria tiene un alcance muy largo, y parece propagarse a la velocidad de la luz. El gravitón debe ser un bosón espín-2  porque la fuente de la gravitación es el tensor de energía-impulso, un tensor de segundo orden (comparado con el fotón de espín-1 del electromagnetismo, cuya fuente es la cuadricorriente, un tensor de primer orden). Además, se puede demostrar que cualquier campo de espín-2 sin masa daría lugar a una fuerza indistinguible de la gravitación, porque un campo de espín-2 sin masa se acoplaría al tensor de tensión-energía de la misma manera que lo hacen las interacciones gravitatorias. Este resultado sugiere que, si se descubre una partícula de espín 2 sin masa, debe ser el gravitón.

## Teoría
La hipótesis es que las interacciones gravitatorias están mediadas por una partícula elemental aún por descubrir, denominada gravitón. Las otras tres fuerzas conocidas de la naturaleza están mediadas por partículas elementales: el electromagnetismo por el fotón, la interacción fuerte por el gluón y la interacción débil por los bosones W y Z. Estas tres fuerzas parecen estar descritas con precisión por el Modelo Estándar de la física de partículas. En el límite clásico, una teoría exitosa de los gravitones se reduciría a la relatividad general, que a su vez se reduce a la ley de gravitación de Newton en el límite de campo débil.

## Historia

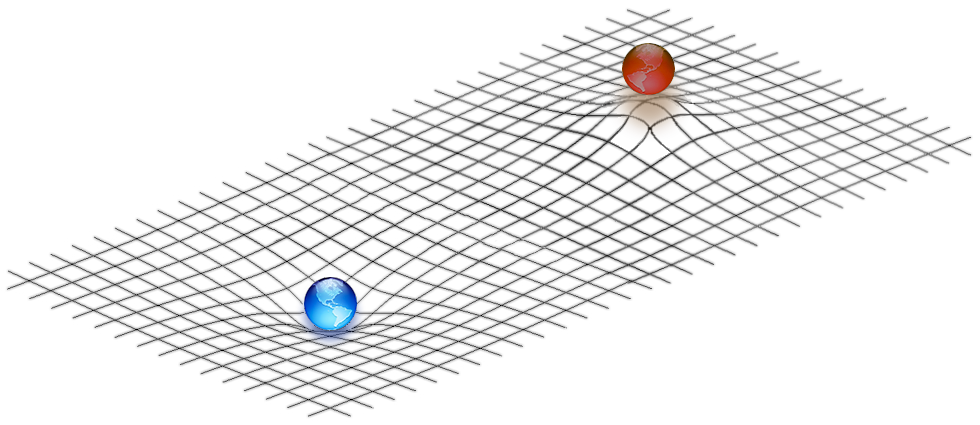
La relatividad general modela la gravedad como una curvatura del espaciotiempo similar a la de un plano bidimensional, sin embargo carece de una base para cualquier forma de gravedad cuántica

El término gravitón fue acuñado originalmente en 1934 por los físicos soviéticos Dmitrii Blokhintsev, en ruso Блохинцев, Дмитрий Иванович, Dmitri Iwanowitsch Blochinzew y F. M. Gal'perin.  Paul Dirac reintrodujo el término en una serie de conferencias en 1959, señalando que la energía del campo gravitatorio debería venir en cuantos, a los que Dirac se refirió como "gravitones", a modo de terminología de reintroducción.  Una mediación de la interacción gravitatoria por partículas fue anticipada por Pierre-Simon Laplace. Al igual que La anticipación de Newton de los fotones, los "gravitones" anticipados por Laplace tenían una velocidad mayor que c (la velocidad de la luz), la velocidad de los gravitones esperada en las teorías modernas, y no estaban conectados con la mecánica cuántica o la relatividad especial, ya que estas teorías aún no existían durante la vida de Laplace.

## Gravitón y modelos de gravedad cuántica
La teoría cuántica de campos postula que las interacciones de la naturaleza se producen por la intermediación de bosones gauge o cuantos asociados a los campos que representan dichas interacciones.
La interacción de las partículas de materia con esos bosones que representan los campos de fuerza se interpreta en términos de emisión o absorción de estos cuantos. Así la electrodinámica se explica mediante fotones o cuantos del campo electromagnético: los fotones son emitidos y absorbidos continuamente por todas las partículas con carga eléctrica, de forma que las interacciones entre estos fotones producen las fuerzas macroscópicas que nos son familiares, como el electromagnetismo. La interacción débil y la interacción fuerte puede ser igualmente entendidas en términos de bosones W y Z y gluones respectivamente.
Considerando el amplio éxito de la teoría cuántica para describir la mayoría de las fuerzas básicas del universo, parece natural asumir que los mismos métodos servirán para explicar la gravedad. Se han hecho muchos intentos de introducir el hasta ahora invisible gravitón, que funcionaría de un modo análogo al del fotón y los otros bosones de gauge. Sin embargo, existen problemas matemáticos específicos asociados a la forma en que opera la gravedad que no han permitido hasta ahora desarrollar una teoría cuántica gravitatoria.
Una teoría cuántica de la gravitación requiere que el gravitón operase de manera similar al fotón, pero al contrario que en la electrodinámica, donde los fotones no actúan directamente entre ellos sino solo con las partículas cargadas, la gravedad simplemente no funciona de manera tan simple, ya que los gravitones podrían interactuar entre ellos. Los hechos experimentales demuestran que la gravedad se crea por cualquier forma de energía (y la masa es únicamente una forma particularmente condensada de energía, relación establecida por la célebre ecuación de Einstein), lo cual es difícil de describir en unos términos similares a la carga eléctrica. Hasta la fecha todos los intentos de crear una teoría cuántica simple de la gravedad han fracasado.
La detección del gravitón experimentalmente es una tarea bastante problemática. Estas partículas subatómicas portarían muy poca energía, por lo tanto la detección sería muy difícil por los débiles efectos que ocasionarían. La única forma de detectarlos sería buscar los casos en que el movimiento o la energía de un cuerpo cambiase en una forma que es distinta de la prevista por la teoría general de la relatividad, pero uno de los principios básicos de la gravedad cuántica sería que deberían más o menos coincidir con estas predicciones relativistas.

## Gravitón y teoría de cuerdas
Las teorías de las cuerdas, incluyendo la teoría M, suponen a los gravitones como cuerdas o como branas cerradas. Esto explicaría la aparente debilidad de su fuerza; según estas teorías los gravitones ejercerían su influencia más allá del universo tridimensional en el cual vivimos, interconectando diversos posibles «universos paralelos».[cita requerida]

## Energía y longitud de onda
Si bien se supone que los gravitones carecen de masa, aún transportarían energía, al igual que cualquier otra partícula cuántica. La energía fotónica y la energía gluónica también son transportadas por partículas sin masa. No está claro qué variables podrían determinar la energía del gravitón, la cantidad de energía transportada por un solo gravitón.
Alternativamente, si los gravitones tuvieran masa, el análisis de las ondas gravitatorias proveería daría una cota superior para la masa de los gravitones. La longitud de onda Compton del gravitón por lo menos es de 1.6x1016 m, o unos 1.6 años luz, correspondiente a una masa de gravitón no mayor a 7.7x10-23 eV/c2. Esta relación entre la longitud de onda y la masa-energía resulta de utilizar la relación de Planck-Einstein, la misma fórmula que relaciona la longitud de onda electromagnética y la energía del fotón. Sin embargo, si los gravitones son los cuantos de las ondas gravitatorias, entonces la relación entre la longitud de onda y la energía de la partícula correspondiente es fundamentalmente diferente para los gravitones que para los fotones, ya que la longitud de onda Compton del gravitón no es igual a la longitud de onda de la onda gravitatoria. En cambio, el límite inferior de la longitud de onda Compton del gravitón es aproximadamente 9x109 veces mayor que la longitud de onda gravitatoria para el suceso GW170104, que fue de ~ 1.700 km. El informe no daba más detalles sobre el origen de esta relación. Es posible que los gravitones no sean los cuantos de las ondas gravitatorias, o que ambos fenómenos estén relacionados de forma diferente.

## Observación experimental
La detección inequívoca de gravitones individuales, aunque no está prohibida por ninguna ley fundamental, es imposible con cualquier detector físicamente razonable. La razón es la extremadamente baja sección transversal para la interacción de los gravitones con la materia. Por ejemplo, un detector con la masa de Júpiter y una eficiencia del 100%, situado en una órbita cercana a una estrella de neutrones, sólo podría observar un gravitón cada 10 años, incluso en las condiciones más favorables. Sería imposible discriminar estos eventos del fondo de neutrinos, ya que las dimensiones del escudo de neutrinos requerido asegurarían el colapso en un agujero negro.
Las observaciones de las colaboraciones LIGO y Virgo han detectado directamente ondas gravitacionales. Otros han postulado que la dispersión de gravitones produce ondas gravitacionales como las interacciones de partículas producen estado coherentes. Aunque estos experimentos no pueden detectar gravitones individuales, podrían proporcionar información sobre ciertas propiedades del gravitón. Por ejemplo, si se observara que las ondas gravitacionales se propagan más despacio que c (la velocidad de la luz en el vacío), eso implicaría que el gravitón tiene masa (sin embargo, las ondas gravitacionales deben propagarse más despacio que c en una región con densidad de masa distinta de cero para que sean detectables). Observaciones recientes de ondas gravitacionales han puesto un límite superior de 1.2x 10-22 eV/c2 en la masa del gravitón. Las observaciones astronómicas de la cinemática de las galaxias, especialmente el problema de rotación de galaxias y la dinámica newtoniana modificada, podrían apuntar a que los gravitones tienen una masa distinta de cero.